# دهستان نارانگ
دهستان نارانگ (به لاتین: Narang Gewog) یک دهستان در کشور بوتان است که در ناحیهٔ مونگار واقع شده‌است.